# Lars Bratt (handelsman)

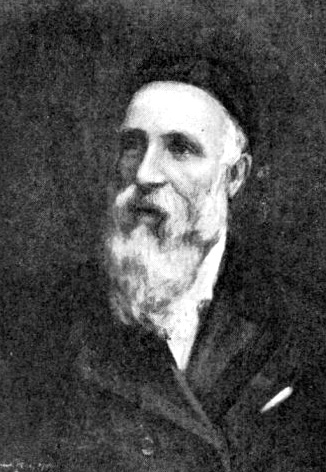
Lars Bratt. Oljemålning.

Lars Gustaf Bratt, född 28 december 1824 i Göteborg, död där 28 maj 1898, var en svensk grosshandlare och riksdags- och kommunpolitiker. 

## Biografi
Efter studier vid allmänna läroverket i Göteborg, läste Bratt vid Göteborgs handelsinstitut 1840–1843. Efter anställning som handelsbetjänt, fick han burskap som grosshandlande i Göteborg 1850 och blev därefter delägare i firman Leman & Bratt, Göteborg, 1850–1851. Han var grundare av och ensam innehavare av exportfirman L.G. Bratt & Co., Göteborg, 1856–1869, delägare i samma firma 1869–1898. Ledamot av styrelsen för Ångfartygs AB Svithiod och Långeds AB samt huvudman för Göteborgs sparbank. 
Bratt var ledamot av riksdagens andra kammare för Göteborgs stad 1884 samt ledamot av Göteborgs stadsfullmäktige 1869–28 maj 1898, av styrelsen för gymnastik- och exercishuset vid Heden 1869, av styrelsen för Göteborgs handelsinstitut 1871–1898, varav som ordförande 1896–1898, av drätselkammaren 1875–1897, av direktionen för Göteborgs hamn- och älvarbeten 1876–1897, av styrelsen för Göteborgs arbetarinstitut 1883–1889 och av hamnstyrelsen 1898 samt revisor för begravningsplatserna 1859 och för Göteborgs museum 1871–18. 

## Familj
Lars Bratt var son till kronofogde Christian Bratt och Lovisa Henrietta Wilhelmina Smith. Han gifte sig 23 april 1851 i Göteborg med Josefina Pineus (1826–1885), dotter till handlande Isak Pineus och Betty Hollender. De var föräldrar till Hjalmar Bratt. 